# Colm Condon
 (mai 2019).
Pour les articles homonymes, voir Condon.
Colm Condon, né à Ashbourne le 16 juillet 1921 et mort le 9 août 2008 à Sandymount, Dublin, est un avocat irlandais du Senior council, qui a servi comme Attorney general (en) d'Irlande entre 1965 et 1973.

## Biographie
Condon a exercé les fonctions de procureur général de l'Irlande au début des troubles en Irlande du Nord à la fin des années 1960
Il est né à Ashbourne, dans le comté de Meath, troisième enfant de Thomas Condon, comptable et activiste de l'armée républicaine irlandaise (IRA), qui avait pris part au soulèvement de Pâques de 1916. Sa mère était Margaret McGuire, enseignante à Ashbourne. Thomas Condon a également été brièvement sénateur représentant le parti Fianna Fáil et membre du conseil du comté de Meath.
Condon a fait ses études au Terenure College à Dublin, puis à l'University College Dublin. Il a plaidé dans des affaires incluant la diffamation et les dommages corporels.
Il a été admis au barreau en 1944 et est devenu Senior council en 1959. Il a été nommé Attorney general de l'Irlande, sous les ordres du Taoiseach Seán Lemass. Il est resté en poste sous le successeur de Lemass, Jack Lynch. Il a plaidé pour le compte de l'État lors du procès des armes de 1970, auquel participait le futur Taoiseach Charles Haughey.
En 1972, il a participé à la rédaction de la loi créant le Special Criminal Court (tribunal pénal spécial).
Il a comparu en 1997 devant le Moriarty Tribunal (en), dans lequel il s'est rangé du côté de Haughey pour contester les pouvoirs du tribunal.
Il s'est marié deux fois. Il a eu deux fils, Colm et Eoin, et deux filles, Stephanie et Carolyn, par son premier mariage.

### Vie privée
Son cabinet privée lui a apporté la prospérité et un style de vie luxueux, en raison de ses honoraires élevés. Des amis et des connaissances mentionnent son penchant pour la bonne cuisine et les bons vins. Le chroniqueur Kevin Myers a raconté qu'il partageait avec lui un repas composé de homard, de faisan et de champagne et écrit : « Les huîtres sont arrivées à la table comme des vagues de troupes au débarquement ».
Dans les années 1950, Colm Condon a acheté Queenstown lodge, (connu parfois sous le nom de Sorrento house) un manoir du XIXe siècle dans le quartier de Dalkey à Dublin. À la suite de l'explosion de l'immobilier en Irlande, la maison principale de la propriété fut vendu en 2006 pour 5,5 millions d'euros.

### Carrière de procureur général d'Irlande
Colm Condon appartenait à une puissante famille du parti Fianna Fáil, son père ayant pris part à l'insurrection de 1916 et à la guerre civile dans les années vingt. Il n'est donc guère surprenant que, conformément à la tradition politico-juridique, le Taoiseach Fianna Fáil, Sean Lemass, ait nommé Colm Condon, Attorney general, Il a continué à exercer ses fonctions sous le Taoiseach Jack Lynch, le successeur de Lemass, et exerçait la fonction lorsque les violences ont éclaté en Irlande du Nord. Il était au cœur de la situation lorsque, dans un épisode dramatique, Lynch a renvoyé deux ministres, dont Haughey.
Condon a non seulement offert à Lynch des conseils juridiques quant à l'opportunité d'intenter une action en justice, mais a également dirigé personnellement les poursuites de Haughey et d'autres. Ils ont été accusés de conspiration pour importer des armes. La thèse était que ceux-ci seraient utilisés par les catholiques assiégés de Belfast pour se défendre contre les foules maraudeuses loyalistes. Selon les chiens dans la rue, l'ultime motif était qu'ils seraient également utilisés pour faire avancer la carrière ultra ambitieuse de Haughey.

### Proposition de révision constitutionnelle
Un rapport préliminaire de proposition de révision constitutionnelle fut produit par un comité juridique, présidé par l'Attorney General, Colm Condon. Cependant, ceci n'a pas abouti, et il n'y a pas de rapport final.

### Après sa carrière de procureur général
Il a démissionné de son poste de procureur général lorsque Fianna Fáil a perdu le pouvoir et n'est jamais devenue juge, bien que plusieurs offres lui aient été présentées. Il a joué des rôles juridiques importants, notamment la mise en place de tribunaux sans jury pour traiter les affaires relatives à l'IRA.
Il a continué d'exercer jusqu'à l'âge de 70 ans, sa réputation lui permettant de figurer dans la liste des personnalités les plus influentes d'Irlande. Ses hommages ont été conduits par le Taioseach, Brian Cowen.
Le président du barreau, Michael Collins, l'a décrit comme « un géant du barreau irlandais ».